# Патриотический фронт
«Патриотический фронт» (болг. Патриотичен фронт) — националистический избирательный блок Болгарии, сформированный коалицией политических партий «ВМРО — Болгарское национальное движение» и «Национальный фронт за спасение Болгарии» накануне выборов 2014 года в Народное собрание Болгарии.

## История

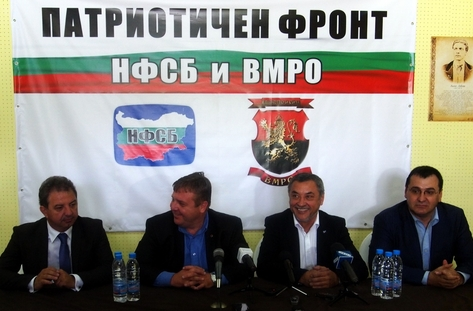

18 июля 2014 года «Национальный фронт за спасение Болгарии» предложил партии «ВМРО — Болгарское национальное движение» о создании совместной коалиции перед парламентскими выборами 2014 года. Руководство ВМРО-БНД приняло предложение и после выхода из коалиции с «Болгарией без цензуры» стало сооснователем «Патриотического фронта»: соглашение об объединении было подписано 3 августа 2014 года. Целями новой коалиции были обозначены «возрождение болгарской экономики, борьба с монополиями, достижение современного уровня образования и здравоохранения, а также справедливая и некоррумпированная судебная система».
«Патриотический фронт» получил поддержку «Гражданского объединения за реальную демократию», «Национального идеала единства», «Среднего европейского класса», «Единой Болгарии», объединения «Патриот», национального движения «БГ патриот», союза патриотических сил «Защита» и ряда иных политических партий и организаций Болгарии.
На прошедших 5 октября 2014 года выборах в Народное собрание Болгарии коалиция набрала 7,28 % голосов избирателей, получив 19 из 240 мест в парламенте.

## Участие в выборах
| Год  | Выборы                     | Количество голосов | Голоса, % | Представители | Место |
| ---- | -------------------------- | ------------------ | --------- | ------------- | ----- |
| 2014 | Народное собрание Болгарии | 239 101            | 7,28 %    | 19 из 240     | 5     |